# (48538) 1993 RF15
(48538) 1993 RF15 là một tiểu hành tinh vành đai chính. Nó được phát hiện bởi Henri Debehogne và Eric Walter Elst ở Đài thiên văn La Silla ở Chile ngày 15 tháng 9 năm 1993.